# Rodowo (Braniewo)
Rodowo (deutsch Radau) ist ein Dorf in der polnischen Woiwodschaft Ermland-Masuren innerhalb der Landgemeinde Braniewo im Powiat Braniewski. Bis 1945 gehörte es zum Kreis Heiligenbeil in Ostpreußen.

## Geographische Lage
Rodowo liegt zwei Kilometer südlich der polnisch/russischen Staatsgrenze im Nordwesten der Woiwodschaft Ermland-Masuren, sieben Kilometer südwestlich der früheren Kreisstadt Heiligenbeil (heute russisch Mamonowo) bzw. sechs Kilometer nordwestlich der heutigen Kreismetropole Braniewo (deutsch Braunsberg).

## Geschichte
Das damals Raadau genannte Dorf wurde 1372 erstmals offiziell erwähnt und erst ab etwa 1740 Radau genannt. Es bestand aus ein paar großen Höfen.
Als Landgemeinde kam Radau 1874 zum neu errichteten Amtsbezirk Grunau (heute polnisch Gronowo) im ostpreußischen Kreis Heiligenbeil. Im Jahre 1910 zählte Radau 64 Einwohner.
Am 30. September 1928 verlor die Landgemeinde Radau ihre Eigenständigkeit, als sie sich mit den Gutsbezirken Einsiedel (polnisch Sieldisko) und Hammersdorf (Młoteczno) zur neuen Landgemeinde Hammersdorf zusammenschloss.
In Kriegsfolge kam Radau 1945 mit dem gesamten südlichen Ostpreußen zu Polen. Das Dorf erhielt die polnische Namensform „Rodowo“, war von 1975 bis 1998 in die Woiwodschaft Elbląg und ist seither in die Woiwodschaft Ermland-Masuren eingegliedert – in der Gmina Braniewo (Landgemeinde Braunsberg) im Powiat Braniewski (Kreis Braunsberg).

## Religion
Mit seiner überwiegend evangelischen Bevölkerung war Radau bis 1945 in das Kirchspiel Grunau (polnisch Gronowo) im Kirchenkreis Heiligenbeil in der Kirchenprovinz Ostpreußen der Kirche der Altpreußischen Union eingegliedert. Die Einwohnerschaft des heutigen Rodowo ist mehrheitlich römisch-katholischer Konfession. Die zuständige Pfarrei ist Gronowo im jetzigen Erzbistum Ermland.

## Verkehr
Rodowo liegt an einer Nebenstraße, die unweit von Młoteczno (Hammersdorf) von der Landesstraße 54 abzweigt und bis nach Zgoda (Gerlachsdorf) führt. Die nächste Bahnstation ist Braniewo an der heutigen PKP-Linie 204: Malbork–Braniewo (–Grenze). Bis 1945 lag der Bahnhof Braunsberg an der Bahnstrecke Berlin–Königsberg (Preußische Ostbahn), die heute nur noch verkürzt befahren wird.